# Патриаршая школа
Патриаршая школа — принятое в современной историографии название византийского учебного заведения, действовавшего в Константинополе под покровительством патриарха. Достоверно существование школы прослеживают с 1107 года, когда император Алексей I Комнин издал указ о выделении трёх должностей профессоров богословия. Предположения ряда исследователей о существовании школы при патриархе в более ранние периоды оспаривается. В середине XII века в школе появилась должность магистра риторов. Помещение школы располагалось в соборе Святой Софии.
Согласно Роберту Браунингу и ряду других византинистов, учебное заведение при константинопольском патриархе существовало на протяжении всей истории Византии. Существую также сторонники отождествления Патриаршей школы с Константинопольским университетом. Поль Лемерль разбирает свидетельства о раннем существовании «патриаршей Академии» и признаёт их косвенными и не убедительными. Самым ранним достоверным документом, касающимся школы считается эдикт император Алексея I, адресованный патриарху Николаю Грамматику. Появление документа связано с недостаточной, по мнению императора, заботой высшего духовенства о моральном облике священнослужителей и предписывает ряд мер по исправлению ситуации. Значительная часть эдикта посвящена статусу и обязанностям дидаскалов, в дополнение к трём имевшимся. Р. Браунинг полагает, что в XII веке преподавание в Патриаршей школе осуществлялось также в помещениях столичной Халкопратийской церкви и ряде других. В отдельные периоды большое значение имела школа святого Павла при Орфанотрофейоне. Ничего не известно о совместной деятельности преподавателей школы, кром совместного их участия в богослужениях по случаю Лазаревой субботы.
Несмотря на наличие многочисленных свидетельств, институциональный характер школы, степень влияния на неё патриарха, остаётся не ясной. Многие учителя Патриаршей школы идентифицированы Р. Браунингом благодаря различным текстам, в которых авторы обозначили как занимающие в ней некоторые должности. Светская часть школы была представлена магистром риторов и магистром философов, среди которых известен будущий патриарх Мануил Сарантин. После падения Константинополя в 1204 году часть преподавателей переселились в Никею, но полноценная школа там не сложилась. При патриархе Германе III в школу был приглашён известный учёный Мануил Оловол. Последним известным случаем влияния патриархов на дела образования является пометка в рукописи Mut. gr. 142, fol. 113r о том, что Матвей I назначил Михаила Вальсамона греч. διδάσκαλος καθολικός, то есть ответственным за светское и религиозное образование духовенства.